# Cléber Chalá
Cléber Manuel Chalá Herrón (Imbabura, 1971. június 29. – ) ecuadori válogatott labdarúgó.

## Pályafutása

### Klubcsapatban
Pályafutása nagy részében a El Nacional csapatában játszott, melynek színeiben 1990 és 2001, 2002 és 2003, illetve 2005 és 2008 között több mint 450 alkalommal lépett pályára, ezalatt négy bajnoki címet szerzett. A 2001–2002-es szezonban Angliában a Southampton FC játékosa volt, de egyetlen mérkőzésen sem lépett pályára. 

### A válogatottban
1992 és 2004 között 86 alkalommal szerepelt az ecuadori válogatottban és 6 gólt szerzett. Részt vett az 1993-as, az 1997-es, a 2001-es, és a 2004-es Copa Américán, a 2002-es CONCACAF-aranykupán, illetve a 2002-es világbajnokságon.

## Sikerei, díjai
El Nacional
- Ecuadori bajnok (4): 1992, 1996, 2005 Clausura, 2006